# Elisabethinnen
De Elisabethinnen, ook Zusters van de Heilige Elisabeth genoemd (Duits: Schwestern der Heiligen Elisabeth), is een vrouwelijke kloosterorde. Het moederhuis van de orde bevindt zich in Aken.
De orde werd gesticht in Aken gesticht in 1622 door Apollonia Radermacher. De zusters leven volgens de regel van de heilige Franciscus en vanouds verzorgen zij de armen en verplegen de zieken.
In 1871 werden zij ten gevolge van de Kulturkampf uit Duitsland verdreven en vestigden zich in de Kerkraadse buurtschap Ham in wat het Elisabethstift ging heten. Van hieruit werden nog 15 kloosters gesticht, zowel in Europa als in Canada.